# 自发辐射
自发辐射（英語：spontaneous emission），是在没有任何外界作用下，激发态原子或是分子的電子自发地从高能階向低能階跃迁，同时发射出一光子。
{\displaystyle hv=E_{2}-E_{1}}
各原子的自发发射过程完全是随机的，所以自发辐射光是非相干的。
非相对论性的量子力学无法解释自发辐射，根据该理论，如果一个孤立原子处于定态，即使是激发态，它将一直处于该态，而不会跃迁到其他的态。但是量子场论指出一个电磁场系统即使处于真空态也有振动，孤立的原子是不存在的。当处于激发态的原子与场发生相互作用的时候将导致自发辐射。